# Фридман, Нафтали Маркович
Нафтали Маркович Фридман (1863, Юрдайчяй, район Янишки, Ковенская губерния — 1921, Бад-Киссинген) — российский общественный и государственный деятель, юрист, адвокат.
Родился близ Шавли в Ковенской губернии. Окончил юридический факультет Санкт-Петрбургского университета. Присяжный поверенный в городе Поневеже. был гласным Поневежской городской думы. Член общества взаимного кредита и общества садоводства. Член Партии кадетов, депутат 3-й и 4-й Государственной Думы от Ковенской губернии. Один из самых известных депутатов-евреев Государственной Думы.
В 1917 году избран в Всероссийское учредительное собрание от Могилёвского избирательного округа по списку № 9 (еврейский национальный комитет).
С 1918 года жил в Литве.
В 1920 году был избран депутатом Учредительного Сейма Литовской Республики от округа V (Паневежис). Член фракции Еврейского Демократического Союза. Участвовал в работе комитета по земельной реформе. После его смерти мандат перешёл к Самуилу Ландау.